# Zhenyuan
Zhenyuan (鎮遠) – chiński pancernik z końca XIX wieku typu Dingyuan, zbudowany w niemieckiej stoczni Vulcan w Szczecinie. Wraz z bliźniaczym „Dingyuan” stanowiły jedyne pancerniki marynarki chińskiej. Służył podczas wojny japońsko-chińskiej, w toku której został zdobyty przez Japończyków w lutym 1895 roku i wcielony do służby w marynarce Japonii pod nazwą Chin′en. Nazwa spotykana jest także w starszej transkrypcji jako „Chen Yuen”.

## Historia powstania i opis
Dwa pancerniki typu Dingyuan zostały zamówione przez Chiny w latach 80. XIX wieku w niemieckiej stoczni AG Vulcan Stettin w związku z rozwojem chińskich sił zbrojnych w ramach polityki tzw. samoumocnienia. Miały to być dobrze uzbrojone i opancerzone i zarazem możliwie tanie jednostki.
Drugim budowanym okrętem typu był „Zhenyuan” (chiń. upr. 镇远; chiń. trad. 鎮遠; pinyin Zhènyuăn; Wade-Giles Chen Yüan, pol. „ochraniający na dystans”. Spotykana w literaturze jest także starsza transkrypcja „Chen Yuan” lub „Chen Yuen”. Kontrakt na budowę drugiej jednostki podpisano 23 maja 1881 roku. Stępkę pod jego budowę położono około rok po pierwszym okręcie, w marcu 1882 roku, a wodowano go już 28 listopada 1882 roku.
„Zhenyuan” rozpoczął próby morskie w marcu 1884 roku. Na próbach uzyskał prędkość maksymalną 15,4 węzła i moc siłowni 7400 KM, przekraczając wartości projektowe. Dostawa pancerników jednak została wstrzymana z powodu wojny Chin z Francją. W końcu oba pancerniki i krążownik „Jiyuan” opuściły Kilonię 3 lipca 1885 i pod niemiecką banderą handlową, z niemieckimi załogami i chińskimi oficerami dopłynęły przez Kanał Sueski, Singapur i Hongkong w październiku 1885 roku do Dagu w Chinach, gdzie zostały przekazane Chińczykom i przyjęte do służby.

## Służba

### W Chinach

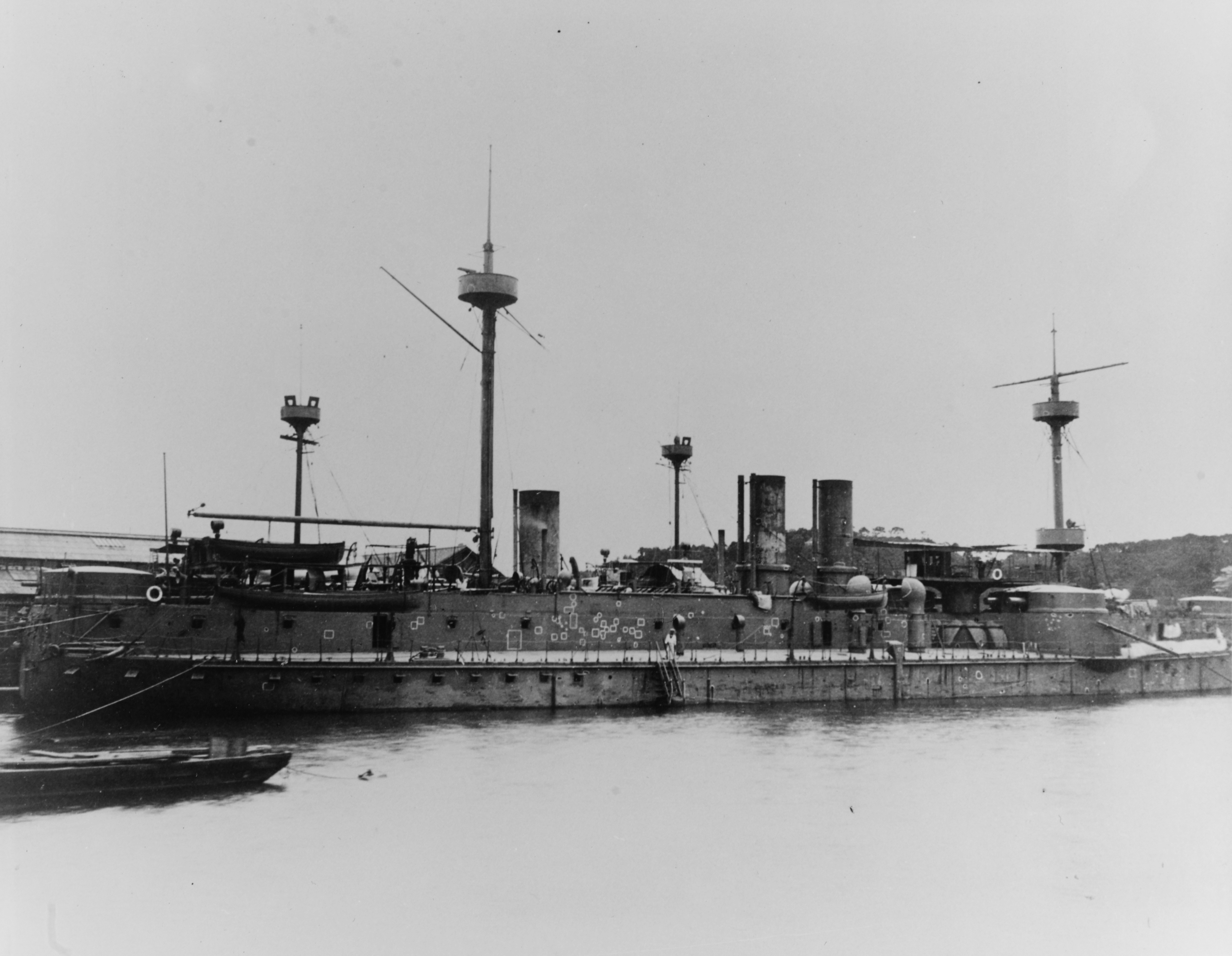
„Zhenyuan” po zdobyciu w Weihaiwei, z zaznaczonymi miejscami uszkodzeń

Banderę cesarską na „Zhenyuan” podniesiono 28 października 1885 roku. Razem z innymi najsilniejszymi okrętami chińskimi, wszedł do służby w północnej eskadrze, tzw. Flocie Beiyang. Dowódcą został Lin Taizeng. Od czerwca do sierpnia 1886 roku pancerniki zostały wysłane w rejs propagandowy eskadry do Korei, Japonii i Władywostoku w Rosji, po czym od sierpnia do października były dokowane w Nagasaki. W marcu i kwietniu 1890 roku eskadra odwiedziła Singapur, Sajgon i Luzon, a w sierpniu sam „Dingyuan” odwiedził Władywostok. Latem 1891 roku eskadra odwiedziła Japonię, gdzie okręty były wizytowane m.in. przez przyszłego admirała Heihachirō Tōgō.
Oba pancerniki uczestniczyły w działaniach wojny japońsko-chińskiej i brały udział w głównej bitwie u ujścia Jalu 17 września 1894 roku. Przed bitwą usunięto z nich materiały łatwopalne oraz lekko opancerzone pokrywy wież. Były potężniejsze od ówczesnych okrętów japońskich, jednak na skutek ograniczeń wynikających z rozmieszczenia artylerii, nie najlepszego wyszkolenia marynarzy chińskich, a także faktu, że – jak się okazało – część zapasu amunicji stanowiły pociski ćwiczebne, pancerniki nie odniosły większych sukcesów, oprócz uszkodzenia przez „Zhenyuan” krążownika „Matsushima”. Z kolei japońskie okręty, ostrzeliwując pancerniki szybkostrzelnymi armatami średniego kalibru, nie mogły zagrozić ich pływalności, lecz spowodowały zniszczenia w ich nieopancerzonych nadbudówkach. „Zhenyuan” został również trafiony jednym pociskiem najcięższych japońskich dział kalibru 320 mm, który przeszedł na wylot przez część dziobową, bez poważniejszych skutków. Ogółem otrzymał 220 trafień, lecz liczba ofiar nie była wielka: 13 zabitych i 28 rannych, a okręt zachował zdolność bojową.
Okręty chińskie wyremontowano następnie w Port Artur, po czym pod koniec października przeszły do bazy Weihaiwei. Pancerniki działały jeszcze na Morzu Żółtym, lecz bez żadnych efektów, a ich wykorzystanie było nieudolne, po czym od połowy listopada pozostały w Weihaiwei. 14 listopada „Zhenyuan” uszkodził tam przy wejściu do portu dno na skale i wobec braku tam możliwości remontu, został jedynie prowizorycznie załatany. Dowódca Lin Taizeng popełnił w następstwie tego samobójstwo, a dowodzenie objął starszy oficer Yang Yonglin. Od 31 stycznia 1895 roku pancerniki brały udział jako pływające baterie w obronie bazy podczas jej oblężenia przez Japończyków. 12 lutego podjęto decyzję o kapitulacji bazy, której jednym z warunków było przekazanie nienaruszonych okrętów, co nastąpiło 17 lutego 1895 roku. Ostatni dowódca pancernika Yang Yonglin również popełnił samobójstwo.

### W Japonii
„Zhenyuan” został w marcu wyremontowany prowizorycznie w zdobytym Port Artur, a następnie w Nagasaki. 16 marca 1895 roku został wcielony do japońskiej służby jako okręt liniowy (senkan). Zachowano dotychczasową nazwę, odczytywaną jednak na sposób japoński jako „Chin’en”. W 1898 roku, po przybyciu nowocześniejszych pancerników, przeklasyfikowano go na okręt liniowy II klasy. W Japonii zmodernizowano artylerię średnią, wymieniając dwa działa kalibru 149 mm Kruppa na cztery szybkostrzelne działa 152 mm (6-calowe) Armstronga L/40 (działo w wieży dziobowej zamieniono na 152 mm, rufową wieżę zastąpiono przez działo 152 mm w masce pancernej i dodano dwa takie działa na skrzydłach pokładu w okolicach masztu rufowego). Artylerię pomocniczą wymieniono na 2 działa 57 mm Nordenfelda na pokładzie nadbudówki w części dziobowej i 8 dział 47 mm Hotchkissa.
Brał udział w wojnie japońsko-rosyjskiej, uczestnicząc w 1904 w blokadzie Port Artur. W charakterze wspomagającym wchodził w skład zespołów japońskich podczas bitwy na Morzu Żółtym 10 sierpnia 1904 i pod Cuszimą 27 maja 1905, nie biorąc bezpośrednio udziału w walce. Po wojnie, 12 grudnia 1905 przeklasyfikowany na pancernik obrony wybrzeża. Wycofany ze służby 1 kwietnia 1911, następnie sprzedany na złom w 1912.